# Thing
Pour les articles homonymes, voir The Thing.

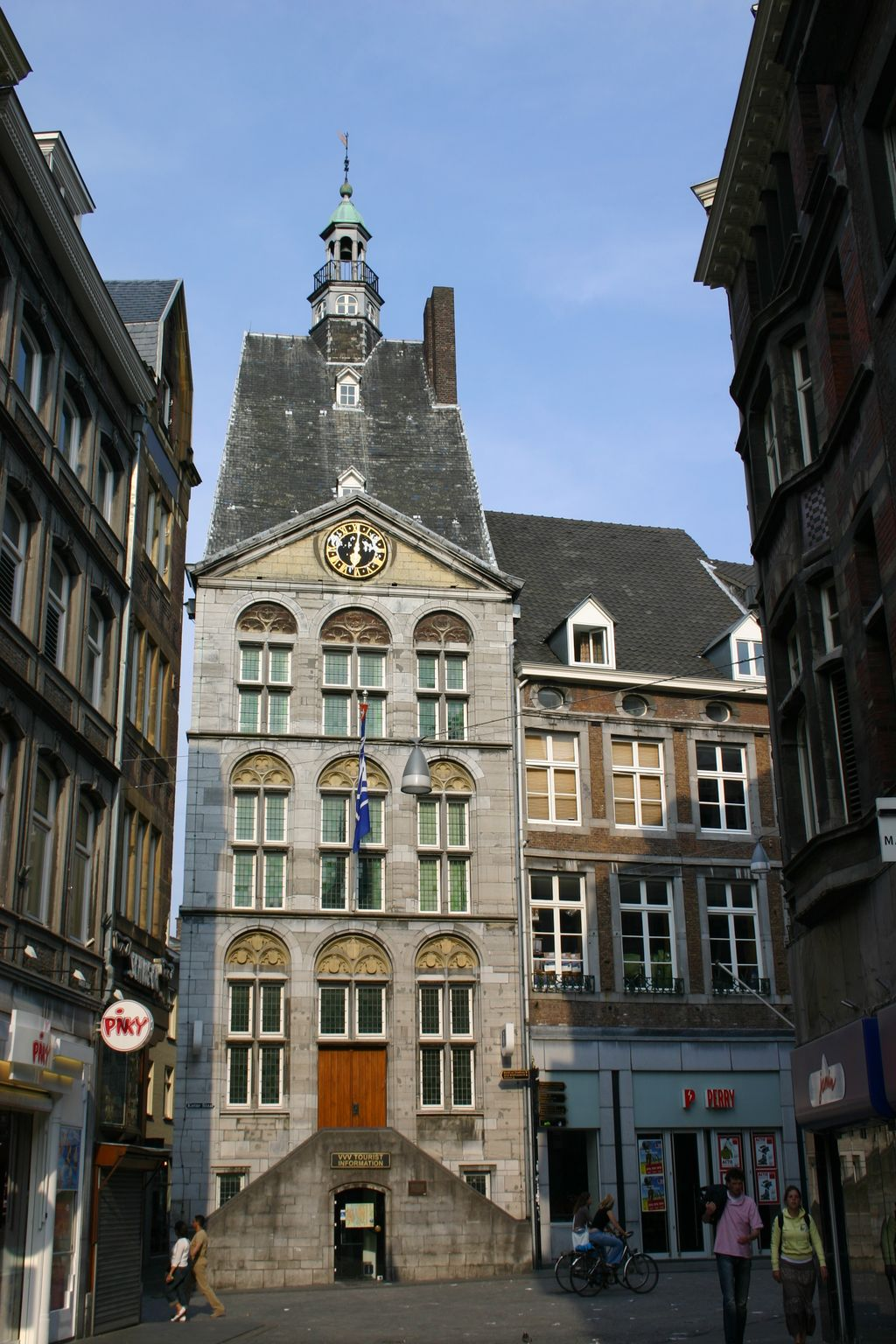
La Dinghuis, lieu de réunion de la double seigneurie de Maastricht.

Le thing (en vieux norrois et en islandais Þing, en allemand Thing [tɪŋ] , en néerlandais ding, dans d'autres langues scandinaves modernes ting) est le nom des assemblées gouvernementales dans les anciennes sociétés germaniques d'Europe du Nord, composées des hommes libres de la communauté et présidée par des Lögsögumad. Aujourd'hui, le terme existe encore dans les noms officiels d'institutions politiques et judiciaires de pays d'Europe du Nord.

## Société médiévale
Dans la culture clanique de la Scandinavie, païenne (pré-chrétienne), comme dans bien d'autres sociétés traditionnelles, les membres d'un clan étaient obligés de venger les insultes faites à leurs parents morts ou blessés. 
Dès le Ier siècle, on trouve des traces auprès des auteurs latins de cette forme de pouvoir dans laquelle les chefs germaniques ont besoin de l'approbation d'une assemblée populaire. Sous l'influence de l'Empire Romain, les pouvoirs se centralisent autour de certains lieux et renforcent le pouvoir détenu par les chefs et rois soumis à une importante compétition de démonstration de force et de prestige. Il faut attendre la seconde moitié du VIe siècle, pour que les sociétés scandinaves se stabilisent et permettent à ces conseils de gagner en pouvoir et d'évoluer vers le système des thing.
Le thing était l'assemblée des gens libres d'un pays, d'une province ou d'un herred (subdivision administrative). Il y avait donc une hiérarchie des things, de manière que chaque thing local soit représenté au thing de province et ainsi de suite. Le lieu du thing était souvent celui des rites religieux et celui du commerce. Les disputes étaient réglées à cette occasion et les décisions politiques y étaient prises.
Toute la population ne peut pas siéger au thing. C'est la naissance qui détermine ce droit et non un principe électif. Le thing parvient toutefois à représenter assez largement la société sans se restreindre aux élites. Il est probable que les femmes puissent participer aux thing dans certains contexte : en l'absence de leur mari ou veuves.
Le thing se réunissait à des intervalles réguliers, légiférait, élisait des chefs et des rois, jugeait en fonction des lois établies qui étaient mémorisées et récitées par le lögsögumad. Les discussions étaient présidées par le lögsögumad et le chef local (ou le roi). Si tous les hommes libres avaient bien accès au thing, son fonctionnement n'était pas pour autant démocratique puisque quelques familles puissantes se partageaient généralement le pouvoir réel. Un incident réel eut lieu lorsque le lögsögumad rappela au roi de Suède Olof Skötkonung que c'était le peuple qui avait le pouvoir et non le roi. Le roi prit conscience qu'il était impuissant face au thing et dut céder.
L'île de Gotland, par exemple, avait une vingtaine de things à la fin du Moyen Âge, et chacune de ces assemblées régionales était représentée au thing de l'île (landsting) par son lögsögumad. Les lois et les décisions concernant l'ensemble de l'île étaient prises au landsting. Le pouvoir de cette autorité s'éroda progressivement lorsque les chevaliers teutoniques occupèrent l'île en 1398. Elle ne constitua bientôt plus qu'une chambre de douze membres représentant les fermiers libres.
L'assemblée se déroulait à une place spécifique, souvent un champ communautaire, à l'image de þingvellir, le vieil emplacement de l'assemblée islandaise. De nombreux endroits portent encore des noms de ce type dans le nord de l'Europe, notamment les nombreux Tingvalla de Suède.
Le Gulaþing et le Frostathing sont les plus anciens things de Norvège. Il s'y développe ensuite l'Eidsivathing et le Borgarthing. Avec l'unification de la Norvège, à la fin du XIIIe siècle, les quatre thing fusionnent en une unité unique. La longévité des différents things de Scandinavie, malgré la formation et l'unification des trois royaumes, souligne que le pouvoir royal et la tradition de l'assemblée ne sont pas exclusifs.

## Parlements nationaux et institutions actuelles
- Alþing, le parlement islandais.
- Folketing, le parlement danois.
- Storting, le parlement norvégien, divisé jusqu'en 2009 en Lagting, la chambre basse et Odelsting, la chambre haute.
- Lagting, le parlement des îles Aaland.
- Løgting, le parlement des îles Féroé.
- Landsting, le parlement du Groenland.
- Tynwald, le parlement de l'île de Man.
- Sameting, le parlement des minorités sami en Suède et en Norvège.

En Suède, les parlements provinciaux se nomment Landsting et en Finlande, le Folkting est l'institution représentant les suédophones de ce pays. De nombreuses cours de justice norvégiennes portent également un nom comprenant la racine thing.

## Desthingsailleurs qu'en Europe du Nord

### Des traces d’unthingen France?
Seul un microtoponyme du Nord-Cotentin pourrait être l'indice d'une telle assemblée en Normandie. Il s'agit du lieu-dit le Tingland qui comprend peut-être les éléments Þing, « ting », et land, « terrain ». On ne dispose pas de formes suffisamment anciennes pour ce nom de lieu. Cependant, plusieurs éléments convergent pour rendre cette hypothèse plausible,.
Le toponyme se trouve sur la commune de Jobourg, dans la Hague, longtemps isolée par le Hague-Dick. Cette région éloignée du pouvoir des comtes de Rouen a pu être gouvernée plus longtemps selon la coutume scandinave. Cette partie du Cotentin est en outre connue pour son importante colonisation scandinave supposée par la présence de nombreux toponymes de cette origine (la Hague, Hague-dike, Jobourg, Herquetot, Merquetot, le Tourp, l'Étimbert ou Étimberg, etc.) et cela, malgré l'absence de découvertes archéologiques de l'époque viking. En outre, il existe un nom de lieu Fingland (Thingland 1279), en Angleterre dans le Cumberland, dont l'origine est sans doute la même,.

### Italie
Au VIe siècle, les Lombards, fondateurs en Italie d'un royaume, importèrent dans la péninsule un type d'assemblée semblable au thing, le gairethinx.